# Focus Features
Focus Features là một công ty sản xuất và phân phối điện ảnh, thuộc sở hữu của Comcast thông qua phân ban Universal Filmed Entertainment Group của NBCUniversal. Focus Features chịu trách nhiệm phân phối các phim độc lập và phim nước ngoài tới Mỹ và các quốc gia khác trên thế giới.

## Lịch sử
Focus Features được thành lập năm 2002 sau khi sáp nhập ba phân ban USA Films, Universal Focus và Good Machine. USA Films được thành lập bởi Barry Diller vào năm 1999 khi ông mua lại October Films và Gramercy Pictures từ Seagram và sáp nhập hai đơn vị này với nhau.
Phim điện ảnh thành công nhất của Focus trên thị trường Bắc Mỹ cho tới thời điểm này là Chuyện tình sau núi (2005), với lượng doanh thu phòng vé tại Bắc Mỹ vào mức 83 triệu USD. Tuy nhiên, kết quả này là chưa tính đến lượng doanh thu của Traffic (2000) với 124,1 triệu USD được phát hành dưới tên nhãn hiệu USA Films. Phim điện ảnh thành công nhất trên thị trường quốc tế của Focus là Burn After Reading (2008), với 163,7 triệu USD thu về trên toàn thế giới. Phim hoạt hình Coraline (hãng Focus chỉ chịu trách nhiệm phân phối chứ không sản xuất) cũng tạo được nhiều lợi nhuận cho công ty.
Tháng 5 năm 2015, Gramercy Pictures được hãng Focus tái phục hồi, trở thành một nhãn hiệu chỉ tập trung vào thể loại phim hành động, khoa học viễn tưởng và kinh dị.

### Focus World
Tháng 8 năm 2011, Focus Features thành lập Focus World, một nhãn hiệu tập trung vào thị trường video theo yêu cầu với kế hoạch ban đầu là sản xuất và phân phối 15 phim mỗi năm, với mức độ khoảng một phim mỗi tháng.